# Olle Berglund (TV-man)
Olle Berglund, född 1924, död 2018, var programdirektör vid Sveriges Television och dokumentärfilmare.
Berglund föddes 1924 i Fellingsbro, tog studenten i Örebro 1944 och utbildade sig vid Sveriges Lantbruksuniversitet i Ultuna där han tog examen som agronom 1953 och avlade licentiatexamen 1960. Han var programchef på TV2 och programdirektör på TV1 vid Sveriges Television.
Berglund var även hedersledamot av Kungl. Skogs- och Lantbruksakademien samt hedersdoktor vid Sveriges Lantbruksuniversitet.